# Emma Pérez
Emma Pérez (El Campo (Texas), 25 de octubre de 1954) es una novelista chicana queer, investigadora académica y profesora universitaria. 

## Biografía
Emma Pérez nació en El Campo, Texas. Como éste era un pueblo pequeño y con una población predominantemente anglosajona, se mudó a Los Ángeles para continuar su estudios en un lugar más diverso. En 1979 recibió una licenciatura en ciencias políticas y estudios de la mujer de la Universidad de California. En 1982 y 1988, respectivamente, obtuvo una maestría y un doctorado en Historia. Emma Pérez ha sido profesora en la Universidad de Texas-El Paso (1990-2003), en donde fungió como jefa del departamento de Historia. Desde el 2003 es profesora, y jefa del departamento de estudios étnicos en la Universidad de Colorado. Se ha especializado en historia chicana y estudios feministas.

## Obras
Emma Pérez tiene numerosas publicaciones: libros, artículos y capítulos de libros. Es una autora diversa pero se especializa en la historia chicana, la teoría postcolonial, la teoría queer, los estudios feministas, y la escritura creativa. 
Su libro más famoso, Forgetting the Alamo, Or, Blood Memory, publicado en el 2009,  ha ganado muchos premios como el Christopher Isherwood Writing Grant y el Golden Crown Literary Awards. Este libro toma lugar en Tejas, en la época posterior a la batalla de Álamo. Forgetting the Alamo narra la historia de una chica lesbiana de 19 años y su romance con una chica de raza mixta, quienes son testigos de la violencia hacia las minorías después de la batalla. Los temas del libro abarcan cuestiones políticas, de inmigración, y de la cultura del oeste de los EE. UU.,  los cuales continúan siendo relevantes hoy en día.

### Libros
- Gulf Dreams, (1996)
- The Decolonial Imaginary: Writing Chicanas into History (1999)
- Forgetting the Alamo, Or, Blood Memory, (2009)
- Electra’s Complex: A Bella After Dark Erotic, Romantic Mystery (2015)

### Artículos
- “Borderland Queers:  The Challenges of Excavating the Invisible and Unheard”. (2003)
- “So Far From God, So Close to the United States:  A Call for Action by U.S. Authorities.'' (2003)
- “Gloria Anzaldúa, La Gran Nueva Mestiza Theorist, Writer, Activist Scholar”. (2005)

### Capítulos
- “Staking the Claim:  Introducing Applied Chicana/o Cultural Studies”. (2007)
- “It’s Not About the Gender in My Nation, But About the Nation in My Gender: The Decolonial Virgen in A Decolonial Site”. (2010)
- “Decolonial Border Queers: Case Studies of Lesbians, Gay Men and Transgender in El Paso/Juárez”. (2012)
- Las Shameless Sisters. (En revisión)
- I, Ben Espinoza:  A Speculative Novel. (En progreso)

## Trabajo en la Universidad
Desde el otoño de 2003 Emma Pérez ha trabajado en la Universidad de Colorado en Boulder. Ella trabaja en el departamento de estudios étnicos donde además es la jefa de departamento. Sus áreas de interés incluyen la historia chicana y chicano, teoría descolonizante, teoría queer, estudios de feminismo y escritura creativa. Algunos de los cursos de postgrado que enseña en la Universidad de Colorado Boulder son “Race and Sexualities Studies,” “Writing Multicultural Memoir,” y “Writing Multicultural Genre Fiction”. Entre los cursos de licenciatura que enseña se encuentran “Chicana Feminisms and Knowledge”, “Chicana/o History Through Film”, “Critical Thinking in American Studies”, “Introduction to Chicano Studies”, “Latina Lesbian Writers”, “Queer Ethnic Studies”, “Race and Queer Theory”, “Research Methods”, “Research Practicum”, “Survey of Chicana History”, “Writing Multicultural Fiction” y “Writing Multicultural Memoir”, entre otros. También ha trabajado en el desarrollo de curriculum por muchos años en CU Boulder. Asimismo, es una representante del consejo de honores y una asesora para estudiantes en el departamento étnico en Boulder.